# Paola Antonia Negri
Paola Antonia Negri, född 1508, död 1555, var en italiensk nunna.  Hon var medgrundare till Sankt Paulus angelikaler, men fängslades av den romerska inkvisitionen. Hennes skrifter förbjöds som kätterska i Index Librorum Prohibitorum (1569).